# Funchalia sagamiensis
Funchalia sagamiensis is een tienpotigensoort uit de familie van de Penaeidae. De wetenschappelijke naam van de soort is voor het eerst geldig gepubliceerd in 1975 door Fujino.